# 列季亞河
58°05′20.5″N 31°32′39.6″E / 58.089028°N 31.544333°E

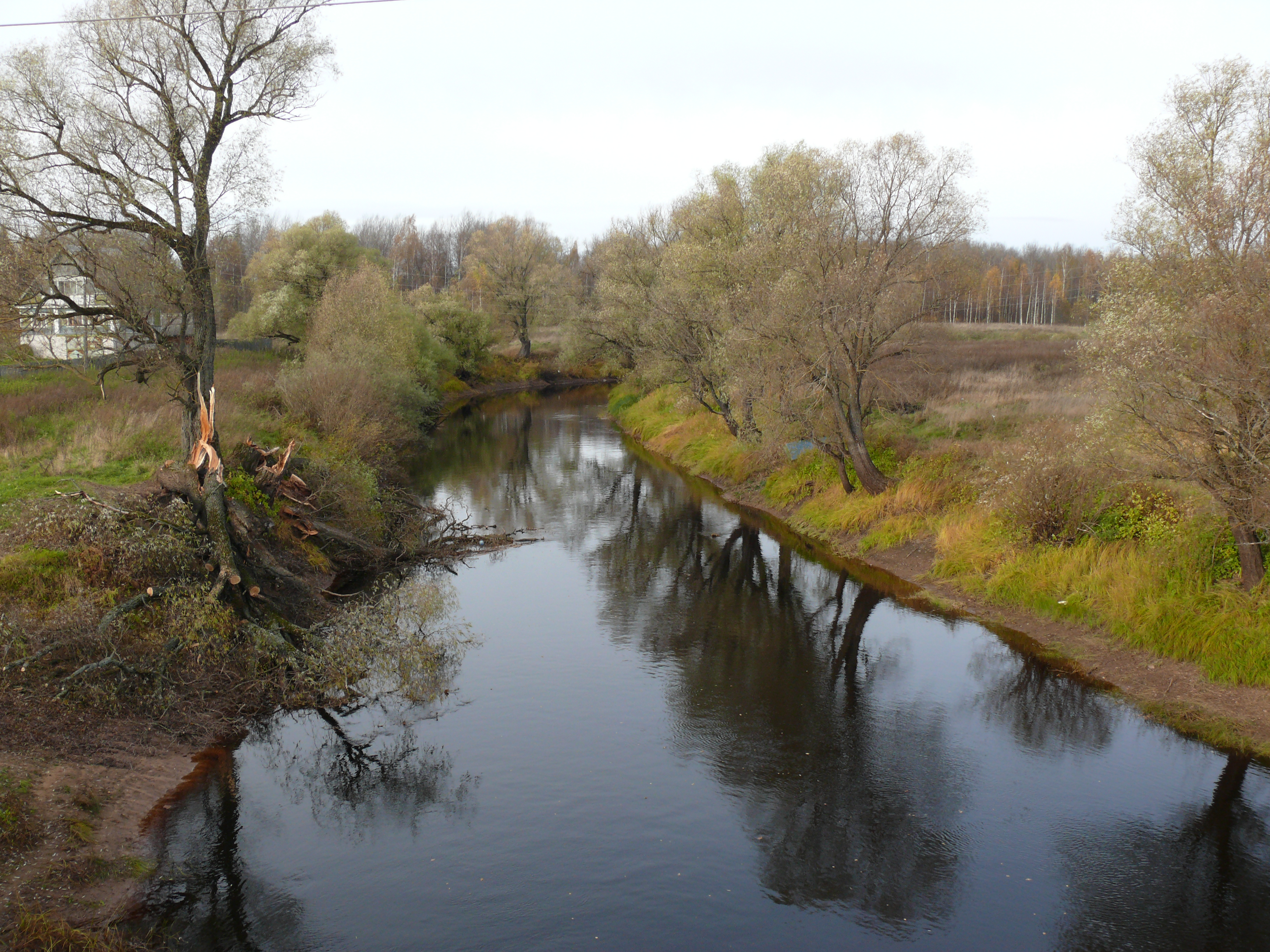

列季亞河（俄语：Редья），是俄羅斯的河流，位於該國西北部諾夫哥羅德州，屬於洛瓦季河的左支流，發源自勒傑伊斯科埃湖，河道全長146公里，流域面積671平方公里。